# (100929) 1998 MQ6
(100929) 1998 MQ6 es un asteroide perteneciente al cinturón de asteroides, región del sistema solar que se encuentra entre las órbitas de Marte y Júpiter, descubierto el 20 de junio de 1998 por el equipo del Spacewatch desde el Observatorio Nacional de Kitt Peak, Arizona, Estados Unidos.

## Designación y nombre
Designado provisionalmente como 1998 MQ6. 

## Características orbitales
1998 MQ6 está situado a una distancia media del Sol de 2,784 ua, pudiendo alejarse hasta 3,071 ua y acercarse hasta 2,497 ua. Su excentricidad es 0,103 y la inclinación orbital 5,846 grados. Emplea 1697,08 días en completar una órbita alrededor del Sol.

## Características físicas
La magnitud absoluta de 1998 MQ6 es 16. Tiene 4,506 km de diámetro y su albedo se estima en 0,042. 